# Wilfred Mugeyi
Wilfred Mugeyi (Salisbury, 4 luglio 1969) è un allenatore di calcio ed ex calciatore zimbabwese, di ruolo attaccante.

## Carriera

### Giocatore

#### Club
Ha cominciato a giocare in patria, al Black Aces. Nel 1994 si è trasferito in Israele, al Maccabi Haifa. Nel 1995 è stato acquistato dal Bush Bucks, squadra sudafricana, in cui ha militato fino al 1999. Nel 1999 è passato al Chongqing Longxin, squadra cinese. Dopo la breve esperienza in Cina, è tornato al Bush Bucks, in cui ha militato fino al 2003. Nel 2003 è stato acquistato dall'Ajax Cape Town. Nel 2006 è passato al Free State Stars, con cui ha concluso la propria carriera nel 2007.

#### Nazionale
Ha debuttato in Nazionale nel 1992. Ha partecipato, con la maglia della Nazionale, alla Coppa d'Africa 2004.

### Allenatore
Inizia la propria carriera da allenatore nel 2007 come vice allenatore dell'Ajax Cape Town. Il 2 ottobre 2012 viene nominato allenatore ad interim della squadra. Il successivo 23 ottobre diventa vice allenatore del nuovo tecnico Muhsin Ertugral. Il 29 gennaio 2013 diventa allenatore del Chippa United. Mantiene l'incarico fino al successivo 11 aprile. Il 16 aprile 2013 diventa vice allenatore dell'AmaZulu, guidato da Craig Rosslee. Il 15 ottobre 2014 subentra a quest'ultimo nella guida della squadra. Il successivo 23 novembre diventa vice allenatore del nuovo tecnico Steve Barker. Mantiene l'incarico fino al 12 dicembre 2014.

## Palmarès

### Giocatore

#### Competizioni nazionali
- Coppa d'Israele: 1

Maccabi Haifa: 1994-1995